# اتحاد نفط كوبا
اتحاد النفط الكوبي هي أكبر شركة نفط في كوبا . تملكها وتشغلها الحكومة الوطنية الكوبية. يتمثل نشاط الشركة في استخراج الرواسب البترولية وكذلك تكرير وتوزيع المنتجات البترولية. بالتعاون مع شركة سيمكس، تدير أيضاً مجموعة من محطات التعبئة التي تبيع البنزين في بيزو قابل للتحويل.

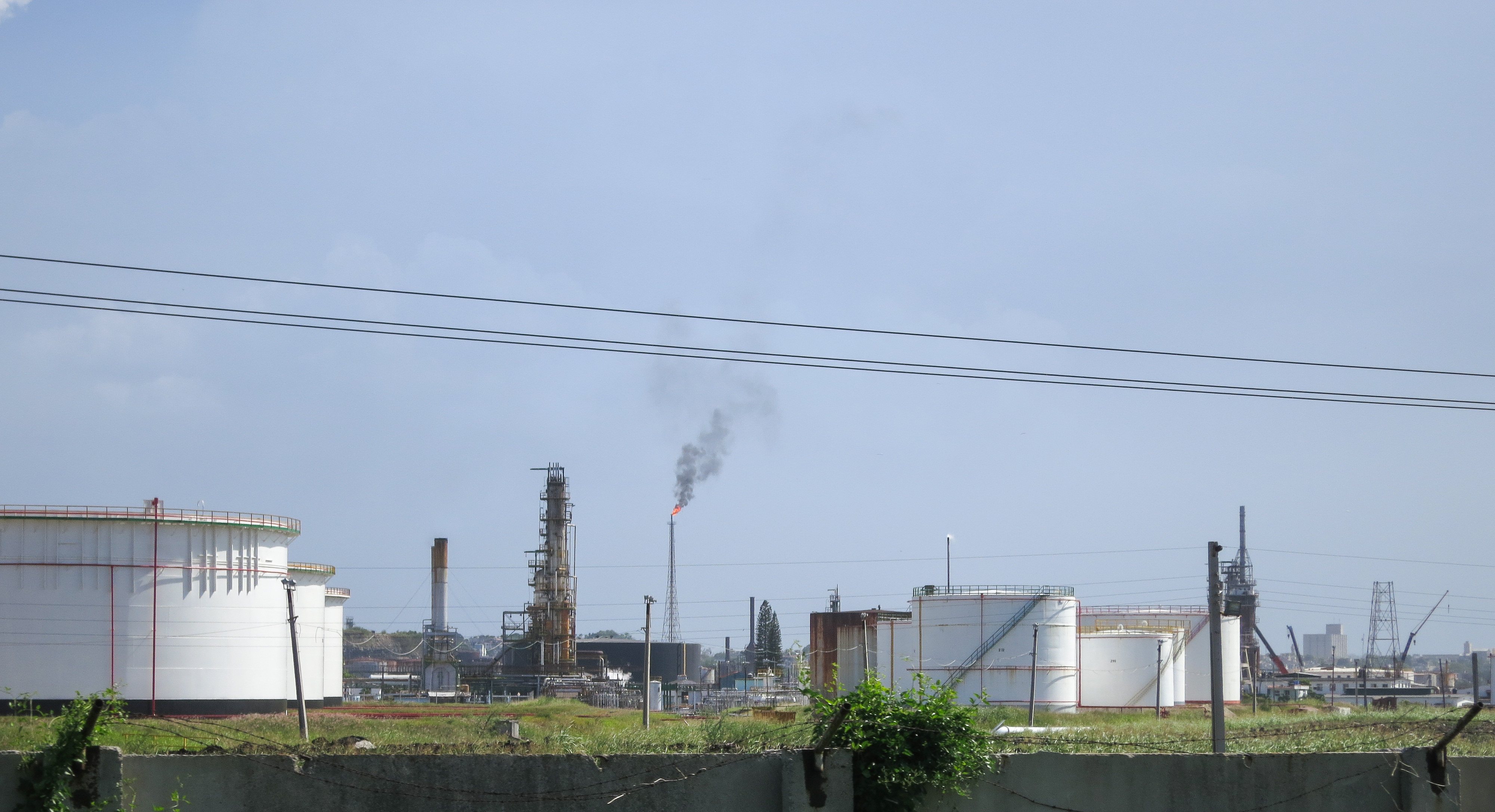
اتحاد نفط كوبا لتكرير النفط بالقرب من هافانا

ويستند استخراج في المنطقة الشمالية في كوبا من مقاطعة هافانا . تقوم بإنتاج النفط في الجزيرة بشكل مشترك ولديها اتفاقيات تجارية مع جمهورية الصين الشعبية وشركة النفط الإسبانية ريبسول وشركة شيريت الدولية الكندية .
تنتج كوبا حوالي 80,000 برميل لكل يوم (13,000 م3/ي) من النفط الخام الثقيل. قامت العديد من الشركات بالتنقيب عن النفط في كوبا على مدار الخمسة عشر عامًا الماضية مع الاكتشافات الجديدة الوحيدة على طول حزام النفط الثقيل شمال غرب البلاد، والذي يبلغ طوله 80 ميلًا (128 كم) امتداد الساحل في مقاطعتي لا هابانا وماتانزاس . تستهلك كوبا حوالي 150,000 برميل لكل يوم (24,000 م3/ي) ، منها 53,000 برميل لكل يوم (8,400 م3/ي) يتم استيراد النفط والمنتجات النفطية من فنزويلا بشروط تمويل سخية بتروكاريب بموجب اتفاق تعاون واسع النطاق.

## التاريخ

### 1960
في السادس من أغسطس عام 1960 ، قامت الحكومة الكوبية، برئاسة الرئيس أوزفالدو دورتيكوس ترادو ورئيس الوزراء فيديل كاسترو ، بتأميم جميع مصافي النفط التي تملكها الولايات المتحدة والموجودة داخل الحدود الوطنية لكوبا . إلى جانب مصانع السكر والمناجم، استحوذت كوبا على حوالي 1.7 مليار دولار من الأصول النفطية الأمريكية، والتي عند تعديلها للتضخم، تصل إلى 13.7 مليار دولار في عام 2016 دولار.   نتجت هذه السرقة الهائلة للممتلكات جزئيًا عن قرار الرئيس الأمريكي دوايت أيزنهاور بإلغاء جميع صادرات النفط إلى كوبا. جاء قرار أيزنهاور في أعقاب الثورة الكوبية وإنشاء دولة شيوعية في الجزيرة. هذا أجبر الحكومة الكوبية على الاعتماد على واردات النفط السوفياتي . أمر آيزنهاور شركات النفط الأمريكية برفض تكرير النفط السوفياتي ثم قامت الحكومة الكوبية بتأميم المصافي كنتيجة لذلك.
في أعقاب الثورة الكوبية الناجحة (1953-1959) ، تم تأسيس دولة اشتراكية في كوبا. في المجموع، تأميم كوبا ما يقرب من 6000 الممتلكات المملوكة للولايات المتحدة.  تم دمج العديد من منشآت النفط والغاز الفردية في شركة واحدة تسيطر عليها الدولة ، وهي «اتحاد النفط الكوبي» على الرغم من محاولات التفاوض، لم تتم إعادة أي ملكية إلى الشركات الأمريكية ولم تحصل بعد على أي تعويض من الحكومة الكوبية.  سرعان ما تدهورت العلاقات الدبلوماسية بين الولايات المتحدة وكوبا، ووضعت الأولى في سلسلة من الحظر على نظام كاسترو في أكتوبر 1960.